# Signore e signori, buonanotte
Signore e signori, buonanotte is een Italiaanse filmkomedie uit 1976.

## Verhaal
De film klaagt in verschillende segmenten de corruptie aan in Italië. Als rode draad fungeert de televisiejournalist Paolo T. Fiume die gesprekken houdt met groteske personages in verschillende situaties.

## Rolverdeling
| Acteur               | Personage            |
| -------------------- | -------------------- |
| Felice Andreasi      | Bediende             |
| Carlo Bagno          | Macaluso             |
| Gianfranco Barra     | Nocella              |
| Senta Berger         | Vrouw van Palese     |
| Adolfo Celi          | Vladimiro Palese     |
| Carlo Croccolo       | Quaestor             |
| Franco Diogene       | Kruidenier           |
| Gabriella Farinon    | Zichzelf             |
| Andréa Ferréol       | Edvige               |
| Vittorio Gassman     | Geheim agent         |
| Sergio Graziani      | Kardinaal Cannaregio |
| Giovannella Grifeo   | Assistente           |
| Monica Guerritore    | Assistente           |
| Rocco Loschiavo      | Geluidstechnicus     |
| Lucretia Love        | Leraar               |
| Valentino Macchi     | Journalist           |
| Nino Manfredi        | Kardinaal Caprettari |
| Marcello Mastroianni | Paolo T. Fiume       |